# Saúl Muñoz Menacho
Saúl Hildebrando Muñoz Menacho fue un político peruano. Fue alcalde provincial de Huancayo desde el 1 de enero de 1984 hasta el 24 de julio de 1984 cuando fue asesinado por una célula de la organización terrorista Sendero Luminoso.

## Trayectoria Política
Postuló por primera vez en las elecciones municipales de Huancayo de 1966 como candidato a regidor provincial de Huancayo por la Lista Independiente N° 1 sin obtener la representación. Luego del gobierno militar, se presentó a las elecciones de 1980 como candidato a alcalde provincial de Huancayo por la Izquierda Unida quedando en segundo lugar detrás del candidato acciopopulista Luis Carlessi Bastarrachea. Volvió a presentarse en las elecciones de 1983 obteniendo el triunfo con el 30.637% de los votos válidos. 

Ejerció el cargo de alcalde durante casi 7 meses desde el 1 de enero de 1984 cuando tomó posesión del cargo hasta el 24 de julio del mismo año cuando fue asesinado a 200 metros de su casa.

## Asesinato
El 24 de julio de 1984, Muñoz Menacho salió de su casa para realizar su habitual caminata. En el trayecto de vuelta, faltando 200 metros para entrar a su casa, una célula de la organización terrorista Sendero Luminoso le disparó siete balazos matándolo en el acto. La versión oficial, recogida incluso por la Comisión de la Verdad y Reconciliación Nacional del Perú, responsabiliza de este asesinato a Sendero Luminoso. Sin embargo, otras versiones señalan que en los años 1980 existió en Huancayo una compañía militar que practicó asesinatos selectivos. En todo caso, existe un reclamo debido a que el asesinato nunca fue investigado y no existen en los archivos de la antigua Policía de Investigaciones del Perú registro del asesinato ni de las garantías que Muñoz solicitó en vida pues ya había recibido amenazas de muerte.
Los funerales de Muñoz Menacho fueron atendidos por gran multitud así como algunas autoridades nacionales de la Izquierda Unida como el alcalde de Lima Alfonso Barrantes y el senador Enrique Bernales Ballesteros. Se realizó una romería desde la Plaza Huamanmarca, en el centro mismo de la ciudad, hasta el cementerio. Todo ello en un clima de tensión por las amenazas de nuevos ataques terroristas que no ocurrieron.
Muñoz está enterrado en un mausoleo en el Cementerio General de la ciudad de Huancayo.